# Делхи
Делхи (на хинди: दिल्ली; на урду: دهلى; на английски: Delhi) е метрополис в Северна Индия, разположен в обособената административна единица под федерално управление Национална столична територия Делхи.
В административно отношение Делхи се разделя на няколко селища, сред които е Ню Делхи – официалната столица на Индия, където се намират всички институции на централното управление на страната.
С население около 24 998 000 души (2015) градската агломерация Делхи е третата по големина в света. Националната столична територия Делхи има площ от 1483 km² и е разположена на река Ямуна, десен приток на река Ганг. Основните говорими езици са хинди и урду.
Град Делхи възниква през 6 век пр.н.е., но се превръща във водещ регионален център по времето на Делхийския султанат (13 – 16 век). През 1639 година Шах Джахан построява днешния Стар град, който от 1649 до 1857 година служи за столица на Моголската империя. С нарастването на британското влияние в Индия Делхи постепенно губи политическото си значение за сметка на Калкута, но през 1911 година властите обявяват връщането на столицата в Делхи и през 20-те години е изграден новият град Ню Делхи. Ню Делхи остава столица на Индия и след като страната става независима през 1947 година.

## История
Стратегическото положение на града между Делхийския хребет и река Ямуна, му помага лесно да контролира търговските пътища от северозапад към плодородната долина на Ганг на югоизток. Поради това, районът е населен от дълбока древност. За първи път Делхи е споменат в свещения епос Махабхарата. Археологическите разкопки датират първото селище в района от епохата на Империята Маурия около 300 пр.н.е. Оттогава територията на града е постоянно населена.
През 703 г. раджпутската династия Томара, основава тук крепостта Лал-Кот и управлява в следващите няколко века. В 1011 г. градът е превзет с щурм и разграбен от афганистанския султан Махмуд Газневи, който прави Делхи своя провинция под управлението на назначавани от него раджи. В 1193 г. града е завоюван от афганистанския военачалник Кутб уд-дин Айбек, който прави града столица на основания от него Делхийски султанат, просъществувал над три века. От 1206 Делхи официално е столица на Делхийския султанат. Кутб уд-дин Айбек – първият султан от династията започва строежа на една от най-известните забележителности в града Кутаб Минар. При неговото управление се застрояа южната част на Делхи – района Лал-Кот. Той положил и началото на първата афганска династия, при която Делхи става един от най-богатите градове в Азия. От 1288 г. в Делхи царствува втората тюркска династия Гилджи, при която Делхи удачно отразава нашествията на монголите. От 1321 г. властта перминава към третата династия. В 1325 г. Гийяс уд-Дин Туглак създава тук укрепления град Туглакабад. По това време Делхи става най-крупния в Индия търговски, занаятчийски и културен център, но при нашествието на Тимур в 1398 г. е превзет разграбен и опожарен от него. След дългогодишни смутове и междуцарствие от 1450 г. в тук се утвърждава династията Лоди, но не задълго. Султанатът съществува до 1526 когато основателя на Моголската империя Бабур превзема града и основава общирна империя.
Новият етап в историята на Делхи започва след битката при Панипате в споменатата 1526 г. и завземането на града от войските на владетеля на Фергана Бабур, основателя на Моголската империи. Втория Велик Могол – падишах Хумаюн – овладява окончателно Делхи и в 1533 г. го прави своя столица. При управлението на сина на Хумаюн Третият император от династията император Акбар Велики Делхи губи своите столични функции, столицата на империята на Великите Моголов е преместена в Агра разположена на 200 km от Дели, а след нея не за дълго във Фатехпур-Сикри, с което започва период на продължителен упадък за Делхи.
Своето величие Делхи възвръща при император Шах Джахан (1627 – 1658). По негово нареждане тук е построена Червената крепост (Лал Кила), а срещу нея за десет години се издига нов град, наречен в чест на императора Шахджаханабад. Днес това е сърцето на Стария град на Делхи.
Градът попада под британски контрол през 1803 г., с което се слага край на многовековното управление на моголите. Истински разцвет настъпва през 1911 г., когато столицата на Британска Индия е преместена от Колката в Делхи и започва изграждането на нова административна част на града наречена Ню Делхи. След обявяването на независимостта на Индия на 15 август 1947 г., Ню Делхи е избрана за столица на новата държава.

## Административно устройство
Националната столична територия Делхи има специален статут сред щатите и териториите на Индия, като управлението ѝ се осъществява съвместно от правителството на страната и управителното тяло на Делхи, а някои административни въпроси се намират под юрисдикцията на отделните градски органи.
Органите на законодателната власт на Националната столична територия се състоят от лейтенант-губернатор и Законодателно събрание, като до 1991 г. част от функциите им се изпълнява от Градски съвет.
Изпълнителната власт се състои от Министерски съвет, оглавяван от главен министър. Законодателното събрание е от 70 члена, избираеми с пряко гласуване. Този орган не действа от 1956 до 1993 г., когато функциите му са изпълнявани от правителството на Индия. Правителството на Националната столична територия Делхи, както и правителството на страната, са разположени в Ню Делхи.
В горната камара на индийския парламент, Раджа Сабха, Националната столична територия е представена от 3 члена, а в долната, Лок Сабха – от 7.
Органът, който има съдебна юрисдикция над територията, е Висшият съд на Делхи. Наред с него, на територията работят следните по-нисши съдебни инстанции: Съд за малки дела по обществените въпроси и Сесиен съд за криминалните дела.
Полицията на Делхи се намира под прекия контрол на Съюзното правителство. Тя е оглавявана от полицейския комисар на Делхи. Териториално се дели на 10 полицейски окръга, които на свой ред се състоят от 95 полицейски участъка.
В началото на 21 век нито един друг милионен гпад в Индия не е свързан до такава степен с изпълнението на политически и административни функции, както Делхи. В града са разположени резиденцията на президента, централните министерства, щабквартирите на основните политически партии, редакции на множество вестници, дипломатическите представителства на 160 държави.

## Административно деление
Националната столична територия Делхи, с обща площ 1483 km², се дели на три отделни обекта на управление, които се управляват от отделни органи: Общински съвет на Делхи (1397,3 km²), Общински комитет на Ню Делхи (42,7 km²) и Военен съвет на Делхи (43 km²).

### Окръзи
От 1997 г. Националната столична територия на Делхи се дели на 9 окръга, като всеки от тях на свой ред се дели на три района. Всеки окръг е оглавяван от изпълнител комисар, а всеки район – от районен магистрат.
| № | Окръг               | Територия, km² | Население, жит. (2011) | Плътност, души/km² |
| - | ------------------- | -------------- | ---------------------- | ------------------ |
| 1 | Централен Делхи     | 25             | 578 671                | 23146,84           |
| 2 | Северен Делхи       | 59             | 883 418                | 14973,19           |
| 3 | Южен Делхи          | 250            | 2 733 752              | 10935,01           |
| 4 | Източен Делхи       | 64             | 1 707 725              | 26683,20           |
| 5 | Североизточен Делхи | 60             | 2 240 749              | 37345,82           |
| 6 | Югозападен Делхи    | 421            | 2 292 363              | 5445,04            |
| 7 | Ню Делхи            | 35             | 133 713                | 3820,37            |
| 8 | Северозападен Делхи | 440            | 3 651 261              | 8298,32            |
| 9 | Западен Делхи       | 129            | 2 531 583              | 19624,67           |
|   | Общо                | 1483,0         | 16 753 235             | 11296,85           |

### Национален столичен регион
С цел управление на агломерацията на Делхи и централизирано решение на проблемите ѝ, през 1985 г. е създаден Национален столичен регион с единен ръководещ съвет. Общата площ на управлявания регион е 33 578 km², а населението по данни от 2001 г. е 13,7 млн. жители, по преброяване от 2007 г. – 16 862 735, а в началото на 2015 г. е 24 998 000. Освен Националната столична територия на Делхи, Националният столичен регион включва следните окръзи от други щати на страната:
- От щата Раджастан
  - Алвар
- От щата Утар Прадеш
  - Багхпат
  - Буландшахр
  - Гаутамбудхнагар
  - Газиабад
  - Мератх
- От щата Харяна
  - Гургаон
  - Джаджар
  - Панипат
  - Ревари
  - Рохтак
  - Сонипат
  - Фаридабад

Най-големите градове в столичния регион са Гургаон, Фаридабад, Ноида и Газиабад.

## Население
По данни от последното преброяване на населението в Индия (2001), в Делхи живеят 13 782 976 души. През 2015 г. Делхи е третата по големина метрополия в света след Токио и Джакарта. Гъстотата на населението е 9294 души на квадратен километър, а грамотността 81%.
По религиозен признак най-голям е броят на индусите (82%). Следват мюсюлманите (11,7%), сикхите (4%) и други. Хиндустани е най-говорения език, докато английския е най-често използваният при писане.

### Демография
Делхи е космополитен град, в който са представени много различни етнически групи и култури. Благодарение на значението си на политически и икономически център на Северна Индия, градът привлича работници от цяла Индия в промишлените си предприятия и офисите на различни компании, поддържайки културното си разнообразие. Поради функциите си на столица и дейността на многоройни чуждестранни компании, в Делхи също така живеят голям брой граждани на други страни.
| Най-големият в света индуистки храм Акшардхам (вляво) и джамията Джама Масджид в стария град. |
| Най-големият в света индуистки храм Акшардхам (вляво) и джамията Джама Масджид в стария град. |

Съгласно преброяването на населението от 2001 г., жителите на Делхи са 13 782 976. Средната гъстота на населението е 9294 души на km², а съотношението на половете – 821 жени на 1000 мъже. Нивото на грамотност е 81,82 %. По различни оценки, към 2004 г. населението на града е нараснало до 15 279 000 души. През същата година раждаемостта е 20,03 новородени на 1000 жители, детската смъртност и смъртността – съответно 5,59 и 13,08 на 1000 души. Към 2007 г., населението на агломерацията Делхи, вече достига 21,5 млн. души, което я нарежда на второ място сред агломерациите на Индия след тази на Мумбай. Съгласно преброяването от 2011 г., населението на Делхи е 16 314 838 жители, а в началото на 2015 г. то е вече около 17 700 000 души.
През 2001 г. населението на Делхи е нараснало с 285 хиляди души в резултат на миграция и с 215 хиляди в резултат на естествения прираст на населението, което прави темповете на прираст на население на града едни от най-високите сред всички градове в света. На територията на Делхи е разположен района Дварка, най-големият жилищен район в света, построен по централизиран план.
По оценки от 1999 – 2000 г., боят на жителите на Делхи, живеещи под прага на бедността (който е определен по това време на 11 долара на човек на месец) е 1,15 млн. или 8,23 % от населението, в сравнение с 27,5 % в Индия като цяло.
Най-разпространената религия в Делхи е индуизма, нейните последователи са 82 % от населението на града. В Делхи има големи общности на мюсюлмани (11,7 %), сикхи (4 %), джайнисти (1,1 %) и християни (0,9 %). Характерни религиозно-етнически малцинства за града са парсите, англо-индийците, будистите и евреите.
Разпространените разговорни езици в Делхи са хиндустани (тоест хинди и урду), водещ писмен език е английският. В града са представени и всички лингвистични групи, на които се говори в отделни общини на града. По преброяването от 2001 г., в Делхи се говори на хинди (81 %), панджаби (7,1 %), урду (6,3 %), бенгалски (1,5 %), тамилски (0,67 %), малаялам (0,66 %), майтхили (0,62 %), гуджарати (0,33 %), синдхи (0,31 %), ория (0,21 %), телугу (0,20 %). Индийските преброявания обаче често са критикувани за това, че предпочитат хинди и не включват редица признати от лингвистите индийски езици. Сред тях, най-разпространени са такива непризнати от преброяванията езици или диалекти като хариянви, бходжпури, бихарски, раджастхани (в реда на броя на говорещите ги).
| Трафик в града (вляво) и укротители на змии. |
| Трафик в града (вляво) и укротители на змии. |

За 60 години от придобиването на независимост на Индия, населението на агломерацията Делхи е нараснало около 10 пъти, от 2 млн. до 20 млн. жители. Главната причина за миграцията е търсенето на работа, до голяма степен по-достъпна в Делхи, отколкото в селските общини на страната. Този стремителен ръст води до многобройни проблеми, свързани с пренаселването. Най-големият от тях е възникването на бедняшки квартали, в които на практика отсъстват всякакви санитарни удобства и комуникации, и не се поддържат никакви правила на безопасност. По оценки към края на 2000-те години в 1500 подобни квартала на Делхи живеят повече от 4 млн. души. Условията в тези квартали са тежки – гъстотата на населението е средно 300 хил. души на km2, има по един артезиански кладенец на 125 семейства, или на 750 – 1000 жители. Тоалетни има само в някои квартали, а средното им количество там, където ги има, е 1 тоалетна на 27 семейства. Голяма част от населението в тези квартали е безработно, а заплатите обикновено са по-малко от 1500 рупии (30 долара) на месец. Въпреки усилията на правителството, в близко време решение на проблемите не се очаква.
Въпреки големият брой служещи в полицията средно на човек от населението, Делхи вече дълго време се характеризира с най-високото ниво на престъпност сред всичките 35 града на страната с население над 1 млн. жители. Броят на регистрираните престъпления в града е 385,8 на година на 100 хил. души по оценки от 2002 г., в сравнение със 172,3 средно за страната, близкие данные были получены и в 2005. Също така в града е регистрирана най-високото в страната ниво на престъпност сред жените (27,6, в сравнение със средното за страната ниво от 14,1 на 100 хил. жители на година) и сред децата (6,5, в сравнение със средното за страната ниво от 1,4 на 100 хил. жители на година). Броят на изнасилванията за 2006 г. в Делхи е 31,2 % от общия брой числа изнасилвания в 35-те най-големи града на страната.

## Климат
Субекваториалният климат е характерен за цялата територия на страната, като присъщи му са неравномерните валежи. Мусонният вятър продължава от юни до края на септември, когато пристигат влажните въздушни маси от Индийския океан. Лятото е топло и продължително. Най-топлите месеци са юни и май, когато преобладават топлите пустинни въздушни маси. Средната температура през юни е +33,4 °C, а максималната е около +40 °C. Зимата в Делхи е суха и прохладна, поради студените въздушни маси, които идват от Хималаите. През зимата често явление е гъстата мъгла. Снеговалежите са рядкост. Средните годишни валежи са 714 мм, повечето от които падат през юни и август.
| Климатични данни за Делхи, Индия                                                      | Климатични данни за Делхи, Индия | Климатични данни за Делхи, Индия | Климатични данни за Делхи, Индия | Климатични данни за Делхи, Индия | Климатични данни за Делхи, Индия | Климатични данни за Делхи, Индия | Климатични данни за Делхи, Индия | Климатични данни за Делхи, Индия | Климатични данни за Делхи, Индия | Климатични данни за Делхи, Индия | Климатични данни за Делхи, Индия | Климатични данни за Делхи, Индия | Климатични данни за Делхи, Индия |
| Месеци                                                                                | яну.                             | фев.                             | март                             | апр.                             | май                              | юни                              | юли                              | авг.                             | сеп.                             | окт.                             | ное.                             | дек.                             | Годишно                          |
| Абсолютни максимални температури (°C)                                                 | 30,0                             | 34,1                             | 41,7                             | 43,7                             | 48,8                             | 47,9                             | 43,5                             | 42,0                             | 39,0                             | 39,0                             | 36,1                             | 33,0                             | 48,8                             |
| Средни максимални температури (°C)                                                    | 21,0                             | 23,5                             | 29,2                             | 36,0                             | 39,2                             | 38,8                             | 34,7                             | 33,6                             | 34,2                             | 33,0                             | 28,3                             | 22,9                             | 31,2                             |
| Средни температури (°C)                                                               | 14,3                             | 16,8                             | 22,3                             | 28,8                             | 32,5                             | 33,4                             | 30,8                             | 30,0                             | 29,5                             | 26,3                             | 20,8                             | 15,7                             | 25,1                             |
| Средни минимални температури (°C)                                                     | 7,6                              | 10,1                             | 15,3                             | 21,6                             | 25,9                             | 27,8                             | 26,8                             | 26,3                             | 24,7                             | 19,6                             | 13,2                             | 8,5                              | 19,0                             |
| Абсолютни минимални температури (°C)                                                  | −0,8                             | 1,0                              | 4,1                              | 12,2                             | 16,7                             | 19,6                             | 20,3                             | 20,0                             | 17,2                             | 11,1                             | 5,0                              | 1,0                              | −0,8                             |
| Средни месечни валежи (mm)                                                            | 19                               | 20                               | 15                               | 21                               | 25                               | 70                               | 237                              | 235                              | 113                              | 17                               | 9                                | 9                                | 790                              |
| ------------------------------------------------------------------------------------- | -------------------------------- | -------------------------------- | -------------------------------- | -------------------------------- | -------------------------------- | -------------------------------- | -------------------------------- | -------------------------------- | -------------------------------- | -------------------------------- | -------------------------------- | -------------------------------- | -------------------------------- |
| Източник: Хонконгска обсерватория Архив на оригинала от 2019-11-18 в Wayback Machine. |                                  |                                  |                                  |                                  |                                  |                                  |                                  |                                  |                                  |                                  |                                  |                                  |                                  |

## Известни личности
Родени в Делхи
- Барун Собти (р. 1984), актьор
- Приянка Ганди (р. 1972), политик
- Рахул Ганди (р. 1970), политик
- Шах Рук Хан (р. 1965), актьор
- Дийпак Чопра (р. 1947), лекар

Починали в Делхи
- Индира Ганди (1917 – 1984), политик
- Махатма Ганди (1869 – 1948), политик
- Джавахарлал Неру (1889 – 1964), политик

Други личности, свързани с Делхи
- Доминик дьо Вилпен (р. 1953), френски политик, работи във френското посолство през 1989 – 1992

## Побратимени градове
- Сеул, Южна Корея
- Лондон, Великобритания[36]
- Лос Анджелис, САЩ
- Сидни, Австралия
- Куала Лумпур, Малайзия
- Москва, Русия[37]
- Токио, Япония
- Улан Батор, Монголия[37]
- Санкт Петербург, Русия[37]

Градове и региони-партньори:
- Париж[38]
- Ереван, Армения
- Фукуока, Япония